# Ma petite chatte

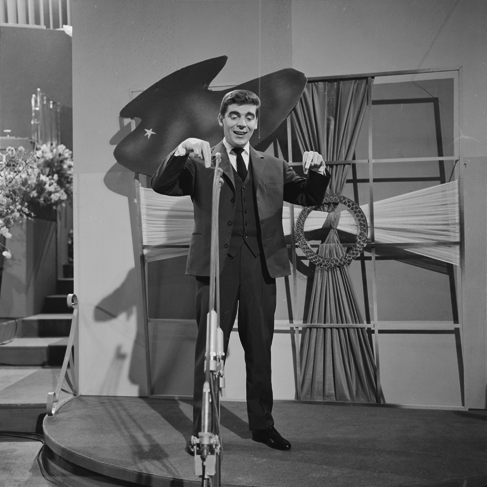
Fud Leclerc tijdens zijn optreden in Hilversum

Ma petite chatte is een nummer van Fud Leclerc. Het was tevens het nummer waarmee hij België vertegenwoordigde op het Eurovisiesongfestival 1958 in de Nederlandse stad Hilversum. Daar werd hij uiteindelijk gedeeld vijfde, met acht punten. Het was de tweede van vier keer dat Leclerc België vertegenwoordigde op het Eurovisiesongfestival. Hiermee is hij recordhouder voor zijn land.

## Resultaat
| Plaats | Land                     | Artiest          | Lied                         | Punten |
| ------ | ------------------------ | ---------------- | ---------------------------- | ------ |
| 4      | Zweden                   | Alice Babs       | Lilla stjärna                | 10     |
| 5      | België                   | Fud Leclerc      | Ma petite chatte             | 8      |
| 5      | Oostenrijk               | Liane Augustin   | Die ganze Welt braucht Liebe | 8      |
| 7      | Bondsrepubliek Duitsland | Margot Hielscher | Für zwei Groschen Musik      | 5      |